# Critics’ Circle Theatre Award/Vielversprechendster Dramatiker
In der Kategorie Vielversprechendster Dramatiker (Most Promising Playwright) wurden folgende Critics’ Circle Theatre Awards vergeben.

## 1989 bis 1999

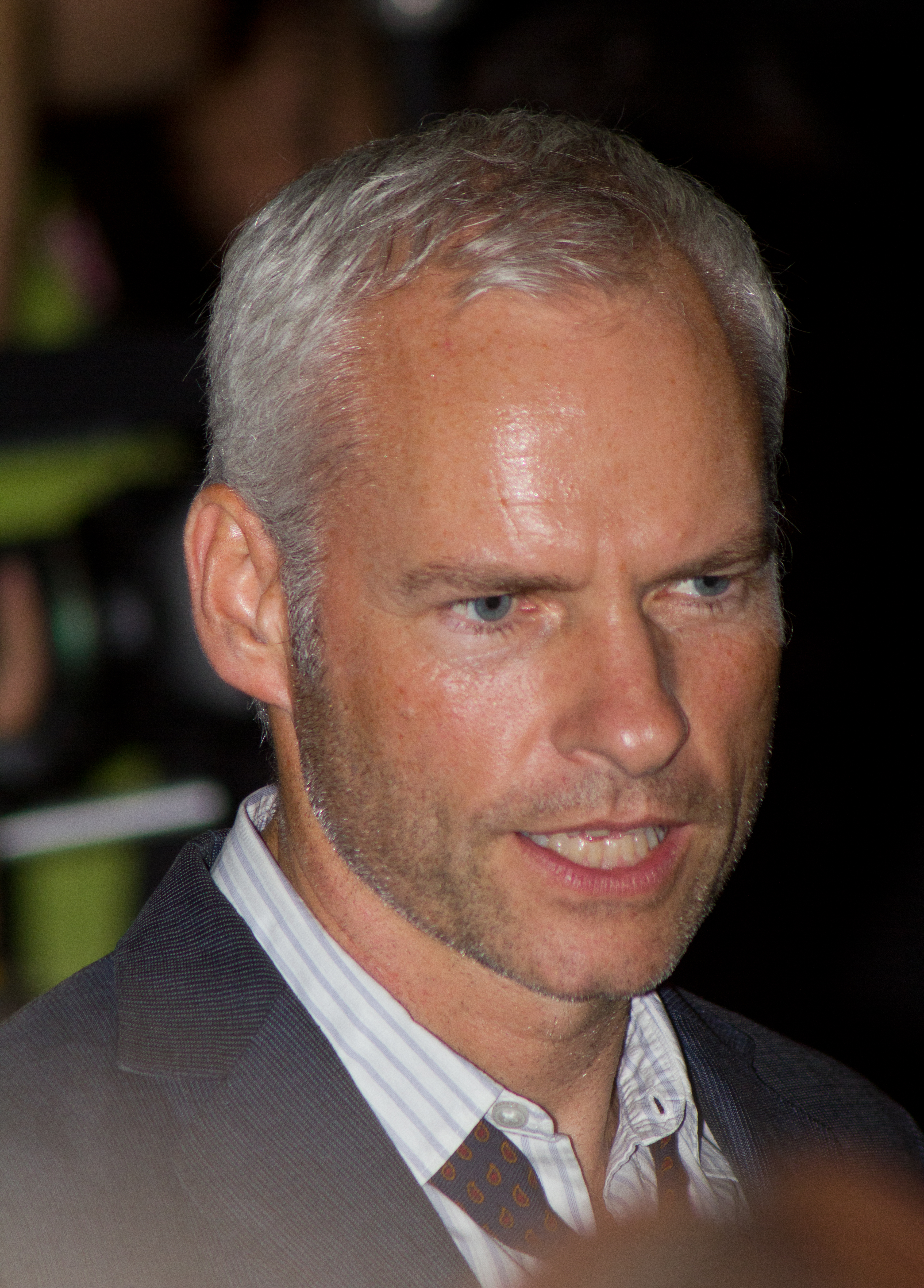
Martin McDonagh (2012)

- 1989: Stephen Jeffreys für Valued Friends
- 1990: Clare McIntyre für My Heart’s a Suitcase
- 1991: Rona Munro für Bold Girls
- 1992: Philip Ridley für The Fastest Clock in the Universe
- 1993: Simon Donald  für Theatre of Stuff
- 1994: Kevin Elyot für My Night With Reg
- 1995: Jez Butterworth für Mojo
- 1996: Martin McDonagh für The Beauty Queen of Leenane
- 1997: Conor McPherson für The Weir
- 1998: Rebecca Prichard für Yard Gal
- 1999: Charlotte Jones für Martha, Josie and the Chinese Elvis

## 2000 bis 2009

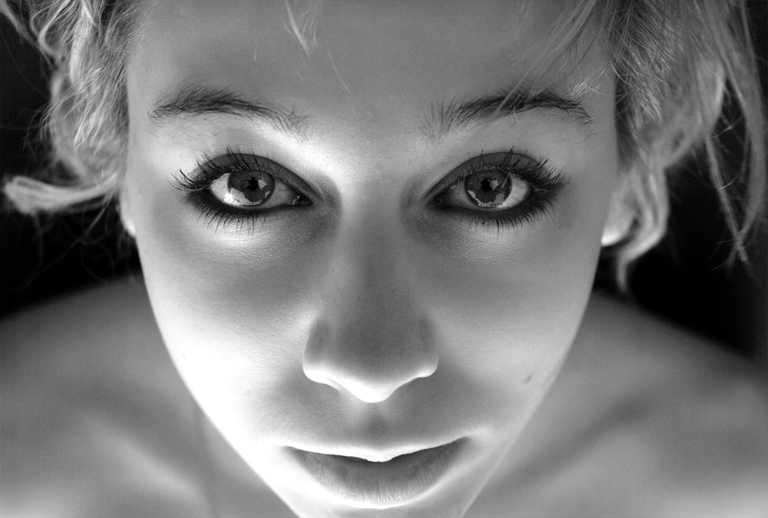
Autorin Polly Stenham

- 2000: Joanna Laurens für The Three Birds
- 2001: Gregory Burke für Gagarin Way
- 2002: Charlotte Eilenberg für The Lucky Ones
- 2003: Lucy Prebble für The Sugar Syndrome
- 2004: Rebecca Lenkiewicz für The Night Season
- 2005: Laura Wade für Breathing Corpses und Colder Than Here
- 2006: Nina Raine für Rabbit
- 2007: Polly Stenham für That Face (Royal Court)
- 2008: Alexi Kaye Campbell für The Pride
- 2009: Alia Bano für Shades

## 2010 bis 2019

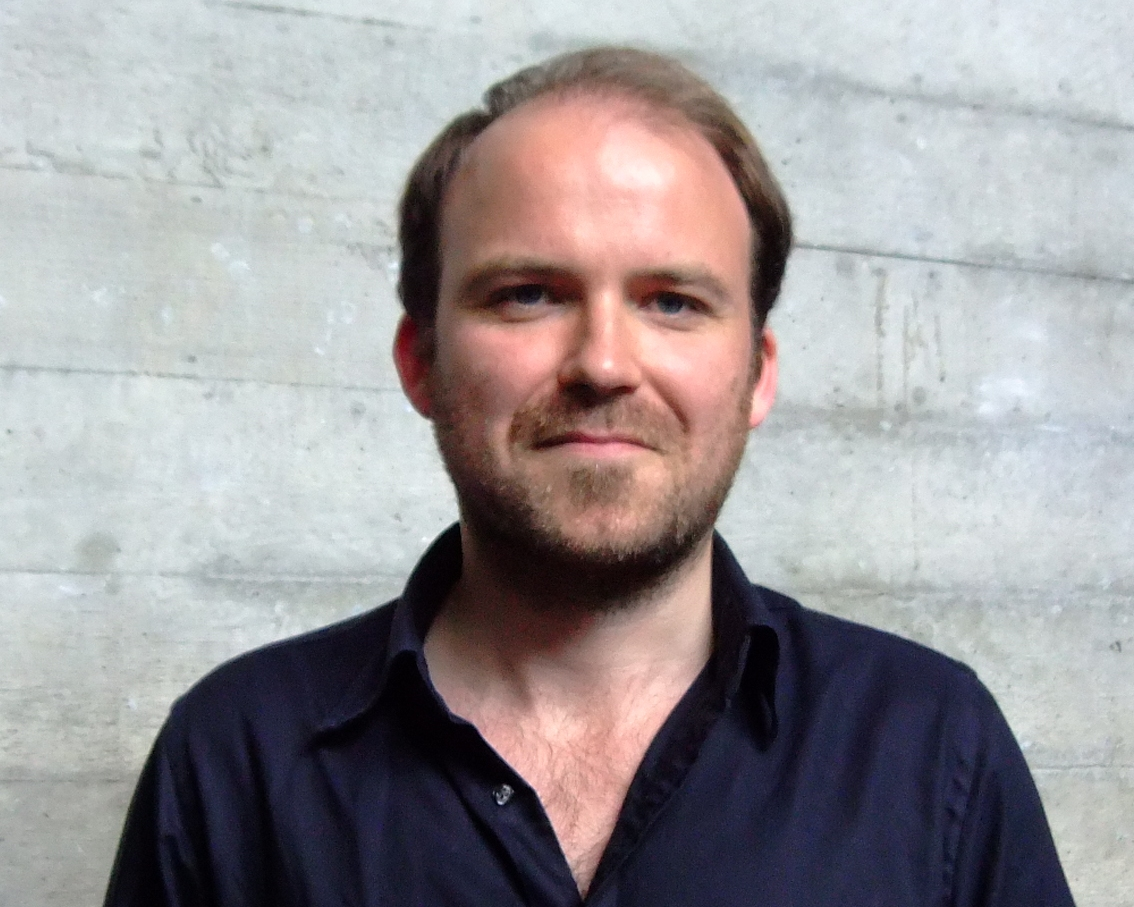
Rory Kinnear (2012)

- 2010: Anya Reiss für Spur of the Moment
- 2011: Tom Wells für The Kitchen Sink
- 2012: Lolita Chakrabarti für Red Velvet
- 2013: (geteilt) Rory Kinnear für The Herd
- 2013: (geteilt) Phoebe Waller-Bridge für Fleabag
- 2014: Barney Norris für Visitors
- 2015: James Fritz für Four Minutes Twelve Seconds
- 2016: Charlene James für Cuttin’ It
- 2017: Branden Jacobs-Jenkins für Gloria und An Octoroon
- 2018: Natasha Gordon für Nine Night
- 2019: Jasmine Lee-Jones für Seven Methods of Killing Kylie Jenner

## 2020 bis 2029
- 2020: Ausfall der Veranstaltung
- 2021: Ausfall der Veranstaltung

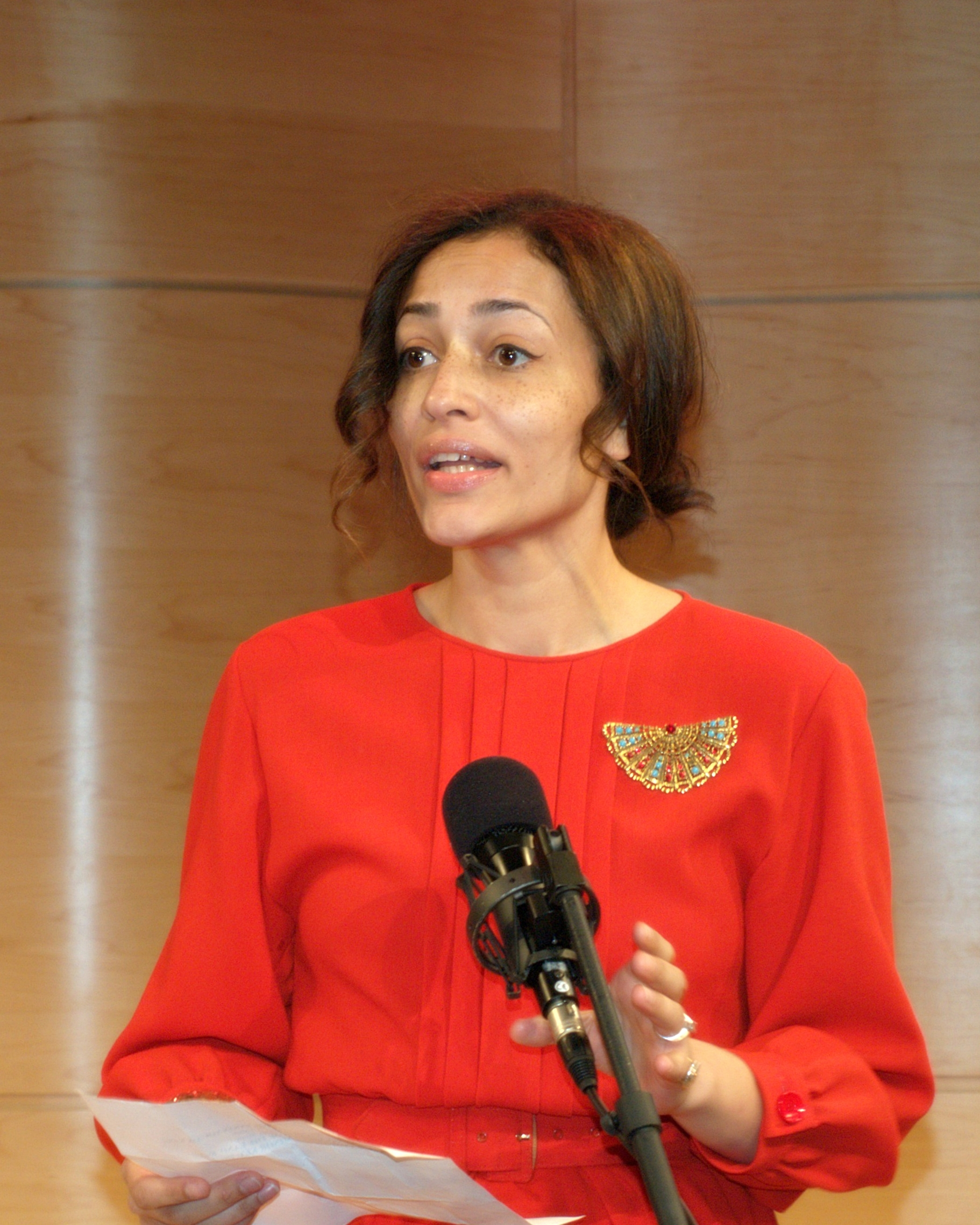
Zadie Smith (Presiträgerin 2022)

- 2022: (geteilt) Igor Memic für Old Bridge
- 2022: (geteilt) Zadie Smith für The Wife of Willesde
- 2023: Tyrell Williams für Red Pitch
- 2024: (geteilt) Marcelo Dos Santos für Backstairs Bill
- 2024: (geteilt) Matilda Feyiṣayọ Ibini für Sleepova
- 2025: Mark Rosenblatt für Giant